# Cardiospermum
- Commons
- Wikispecies

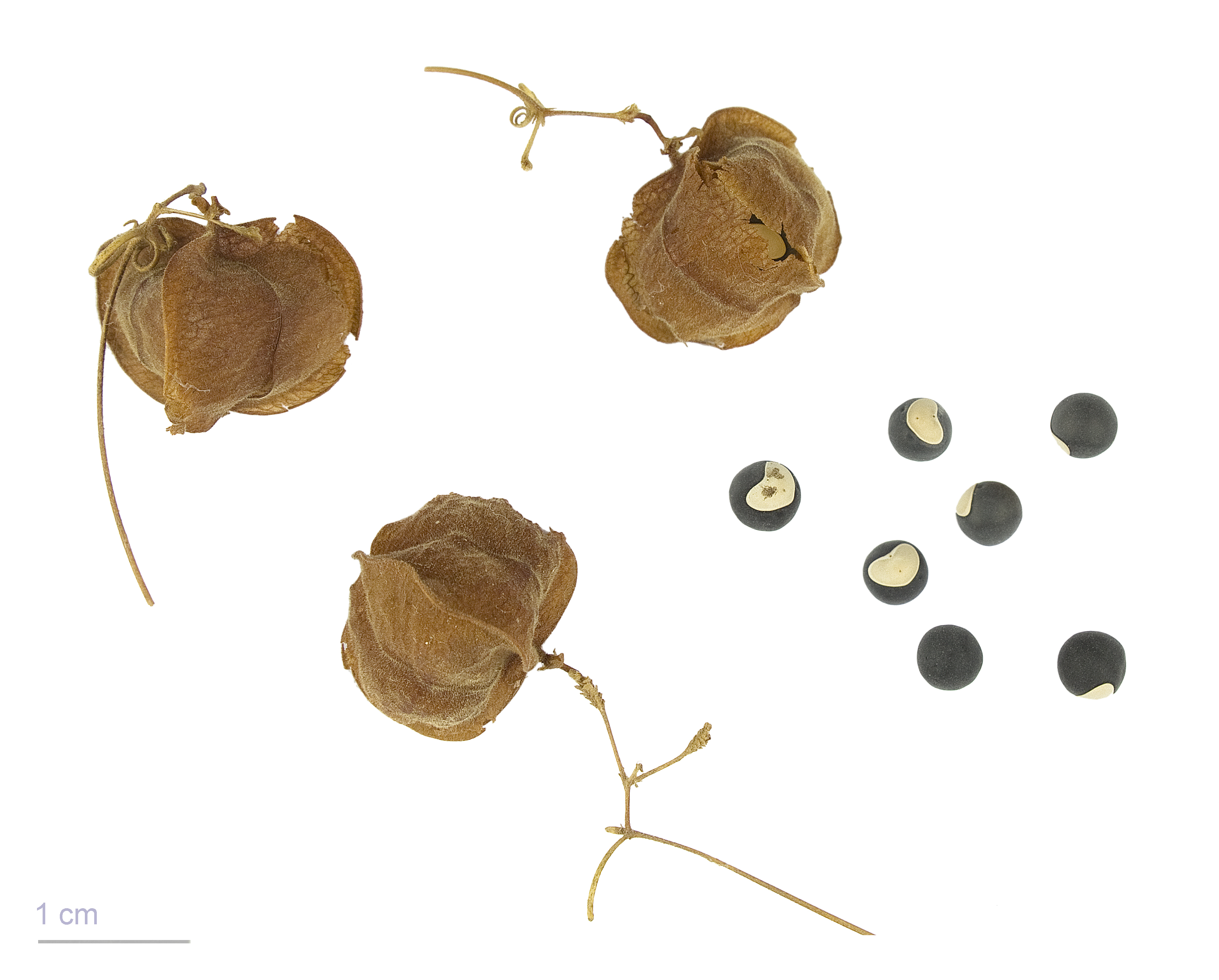
Cardiospermum halicacabum - MHNT

Cardiospermum L. é um género botânico pertencente à família Sapindaceae. As plantas desse gênero são lianas, nativas de regiões tropicais de todo o mundo, sobretudo na região neotropical. No Brasil, existem 11 espécies nativas, das quais seis são endêmicas.

## Espécies
- Cardiospermum corindum
- Cardiospermum dissectum
- Cardiospermum grandiflorum
- Cardiospermum halicacabum
- Cardiospermum microcarpus
- Lista completa

## Classificação do gênero
| Sistema | Classificação                    | Referência               |
| ------- | -------------------------------- | ------------------------ |
| Linné   | Classe Octandria, ordem Trigynia | Species plantarum (1753) |